# Район Лувань
Лувань (кит.: 盧灣區) - район, розташований в центрі Шанхая, КНР. Площа району 7.52 км², населення 340,000 тисяч.
Район Лувань розташований південніше від Народної площі. В північній частині району проходить вулиця Хуань відома своїми бутиками та ресторанами. Лувань розташований на території колишньої Французької концесії.
В районі розташовані історичні резиденції відомих діячів, таких як: Мао Цзедун, Сунь Ятсен, Смедлі Агнес та ін.
Назва району походить від назви бухти Лу, котра раніше розташовувалася на місці району.